# Orlando (film)
Orlando je fantastična zgodovinska drama iz leta 1992 , ki temelji na romanu Virginie Woolf Orlando iz leta 1928, v katerem igrajo Tilda Swinton kot Orlando, Billy Zane kot Marmaduke Bonthrop Shelmerdine in Quentin Crisp kot kraljica Elizabeta I. Napisala in režirala ga je Sally Potter, ki je skupaj z Davidom Motionom tudi napisala glasbeno podlago.  Film je mednarodna koprodukcija Združenega kraljestva, Francije, Italije, Nizozemske in Rusije. 
Potter se je odločila posneti velik del carigrajskega dela knjige v izoliranem mestu Khiva v Uzbekistanu in uporabila gozd izrezljanih stebrov v mestni mošeji Djuma iz 18. stoletja. Kritiki so film pohvalili, posebej njegovo vizualno obdelavo dogajališč Woolfovega romana. Film je bil premierno prikazan na 49. beneškem mednarodnem filmskem festivalu  in je bil ponovno izdan v izbranih ameriških kinematografih 23. julija 2010.  

## Zgodba
Zgodba se začne v elizabetinski dobi leta 1600, tik pred smrtjo kraljice Elizabete I. (Quentin Crisp) leta 1603. Kraljica na smrtni postelji mlademu plemiču po imenu Orlando (Tilda Swinton) obljubi veliko zemljišče in grad, zgrajen na njem, ter velikodušno denarno darilo; tako Orlando kot njegovi dediči bi za vedno obdržali zemljišče in dediščino, vendar le pod pogojem, da se nikoli ne postara in “oveni”. Ko Elizabeta umre, se Orlando leta 1610 začne spogledovati s Sasho (Charlotte Valandrey), hčerko ruskega diplomata. Orlando je ta čas zaročen s hčerko angleškega plemiča. Grof Moray (Simon Russell Beale) Orlanda opozori, da bo njegova afera s Sasho pomenila žalitev vseh angleških žensk. Orlando sledi svojemu srcu, zaradi česar je njegova zaroka prekinjena. Orlando se noro zaljubi v Sasho, toda nekega dne jo zasači, ko se poljublja z ruskim mornarjem. Sasha vztraja, da je Orlando videl le sence, saj je mornar le spremljal Sasho po palubi ladje. Orlando ji izpove svojo ljubezen in jo prosi, naj ostane, vendar se Sasha odloči, da bo odšla, ko se led prebije. Orlandu to zlomi srce. Do leta 1650 se Orlando izolira in nekaj stoletij počiva v čudoviti osami na gradu (spi en teden neprekinjeno), v tem času pa se ukvarja s poezijo in umetnostjo. Orlando si prizadeva, da bi njegovo delo potrdili priznani pesniki, kot je Nick Greene (Heathcote Williams). Njegovi poskusi, da bi se spoprijateljil z Greenom, se izjalovijo. Greenu ponudi celo pokojnino v višini 300 funtov na leto, vendar se Greene njegovemu delu le posmehuje. Greene namigne, da ne more žaliti svojega gostitelja, ker je Orlando bogat, vendar Orlando ve, kaj s tem misli, in ga pošlje z gradu. Orlando nato odpotuje v Konstantinopel (leta 1700) kot angleški veleposlanik v Osmanskem cesarstvu. Cesar Khan (Lothaire Bluteau) zaprosi Orlanda za pomoč britanskega imperija v vojni proti skupnim sovražnikom. Orlando in cesar postaneta dobra prijatelja ter si skupaj delita kruh in vino. Po desetih letih prispe nadvojvoda Harry (John Wood) in Orlandu sporoči, da ga je njegova vladarica kraljica Ana povišala. Na slavnostni večerji cesar pove Orlandu, da je sovražnik pred vrati njihovega mesta in zahteva njegovo pomoč v vojni. Orlando je prisiljen vzeti v roke orožje, da bi izpolnil obljubo, ki jo je dal cesarju. Orlando je v vojni pred mestnimi vrati priča preveč smrti in krvi. Pade v nezavest. Ko se čez sedem dni zbudi, ugotovi nekaj presenetljivega: spremenil se je v žensko. To ga ne pretirano vrže iz tira, saj je mnenja, da je kljub drugačnem telesu še vedno ista oseba. 
Sedanja lady Orlando se leta 1750 vrne na svoje posestvo v obleki z Bližnjega vzhoda in izve, da jo čaka več neizbežnih tožb, v katerih se trdi, da je bil Orlando ves čas ženska in zato nima pravice do zemlje ali kraljeve dediščine, ki jo je obljubila kraljica. Nadvojvoda Harry jo poskuša zaročiti, da bi ji zagotovil ugled, vendar ona to zavrne, kar Harryja užali. Orlando še naprej goji ljubezen do poezije in spozna več vodilnih avtorjev te generacije, med njimi Swifta (Roger Hammond) in Popa (Peter Eyre). Ugotavlja, da kljub temu, da so njihove muze ženske, le-teh ne spoštujejo in ne občudujejo. Prav tako menijo, da je ženska brez očeta ali moža „izgubljena“. Naslednji dve stoletji Orlanda utrudijo; Orlando se zaljubi v ameriškega pustolovca Shelmerdina (Billy Zane). Zdi se ji, da je našla sorodno dušo. S Shelmerdinom ima spolne odnose. Medtem britanska krona razglasi, da je Orlando ženska in da bo izgubila premoženje, če ne bo rodila sina. Orlando noče oditi s Shelmerdineom v ZDA, deželo svobode. Sodni postopek, nesreča v ljubezni in vojne v britanski zgodovini zgodbo na koncu pripeljejo v današnji čas (tj. v zgodnja devetdeseta leta 20. stoletja). Orlando ima zdaj v naročju mlado hčerko in išče založnika za svojo knjigo. (Literarnega urednika, ki delo oceni kot „precej dobro“, upodablja Heathcote Williams - isti igralec, ki je igral pesnika, ki je prej v filmu očrnil Orlandino poezijo). Orlando, ki je živel zelo nenavadno življenje, se sprošča s svojo hčerko in ji pokaže angela.

### Razlike med romanom in filmom
Režiserka Potterjeva je svoj pristop k priredbi opisala takole:
Moja naloga... je bila najti način, kako ostati zvest duhu knjige in namenom Virginie Woolf, hkrati pa biti neusmiljena pri spreminjanju knjige na kakršen koli način, da bi delovala kinematografsko ... Najbolj takojšnje spremembe so bile strukturne. Zgodba je bila poenostavljena [in] vsi dogodki, ki Orlandove zgodbe niso bistveno nadgradili, so bili opuščeni.  :14
Film vsebuje nekaj anahronizmov, ki jih v romanu ni. Na primer, ob Orlandovem prihodu v Konstantinopel okoli leta 1700 je Anglija označena kot "zelena in prijetna dežela", vrstica iz Jeruzalema Williama Blaka, ki v resnici ni bila napisana do leta 1804. 

Potter je trdila, da "medtem ko je roman lahko vzdržal abstrakcijo in arbitrarnost (kot je Orlandova sprememba spola), je film bolj pragmatičen."  :14Nadaljevala je,
Morali so obstajati razlogi – pa naj bodo še tako šibki – da so nas pognali na potovanje, ki je samo po sebi temeljilo na nekakšni prekinitvi neverovanja. Tako kraljica Elizabeta Orlandu podari dolgo življenje ... medtem ko v knjigi ostaja nepojasnjeno. In Orlandova sprememba spola v filmu je posledica tega, da je dosegel krizno točko – krizo moške identitete.  :14–15
Na koncu filma ima Orlando hčerko, v romanu pa sina.  :15Potterjeva je dejala, da je nameravala Orlandovo podiranje četrte stene enakovredno Woolfovim neposrednim nagovorom njenih bralcev,  in da je bil to njen poskus pretvoriti Woolfovo literarno duhovitost v bolj "kinematografski" humor.  :15Ena očitna podobnost pa je ostala: film se konča v današnjem času, 1992,  :15 tako kot se Woolfov roman konča v današnjem času, leta 1928. 

## Zasedba
- Tilda Swinton kot Orlando
- Billy Zane kot Shelmerdine
- Lothaire Bluteau kot The Khan
- John Wood kot Nadvojvoda Harry
- Charlotte Valandrey kot Princesa Sasha
- Heathcote Williams kot Nick Greene / publicist
- Quentin Crisp kot Queen Elizabeth I
- Peter Eyre kot Mr Pope
- Thom Hoffman kot King William of Orange
- Kathryn Hunter kot Grofica
- Ned Sherrin kot Addison
- Jimmy Somerville kot falsetto / angel
- Dudley Sutton kot James I
- John Bott kot Orlandov oče
- Elaine Banham kot Orlandova mama
- Anna Farnworth kot Clorinda
- Sara Mair-Thomas kot Favilla
- Anna Healy kot Euphrosyne
- Simon Russell Beale kot Earl of Moray
- Matthew Sim kot Lord Francis Vere
- Toby Stephens kot Othello
- Oleg Pogudin (credited as Oleg Pogodin) kot Desdemona
- Toby Jones kot drugi služabnik
- Sarah Crowden kot Queen Mary
- Roger Hammond kot Mr Swift

## Produkcija
Ko je leta 1984 prvič predstavila svojo idejo za film, so "strokovnjaki iz industrije" povedali Potterjevi, da je zgodba "neizvedljiva, nemogoča, predraga in tako ali tako nezanimiva."  :16Kljub temu je leta 1988 začela pisati scenarij in zbirati denar.  :16
Potter je videla Swintonovo v igri Manfreda Kargea Man to Man in rekel, da je bila "globoka subtilnost v tem, kako je prevzela govorico moškega telesa in obravnavala moškost in ženskost." Po Potterinih besedah je bil Quentin Crisp "kraljica kraljic ... zlasti v kontekstu politike spreminjanja spolov Virginie Woolf" in zato primeren za vlogo ostarele kraljice Elizabete.

### Poezija
Uporabljeni so deli naslednjih besedil: 
- The Faerie Queene Edmunda Spenserja
- Shakespearov Othello in Sonet 29
- "Ženske" (" Sūrat an-Nisāʼ ") iz Korana
- "Indijska serenada" in Upor islama Percyja Byssheja Shelleyja

### Glasba
V filmu so uporabljene naslednje pesmi:
- Jimmy Somerville – " Eliza Is the Fairest Queen " (skomponiral Edward Johnson )
- Andrew Watts s Petrom Haywardom na čembalu – " Where'er You Walk " (iz Semele ; skomponiral George Frideric Handel )
- Jimmy Somerville – "Coming" (skomponirajo Potter, Jimmy Somerville in David Motion)
- Anonimno – "Pavana"

## Sprejem

### Box office
Film je v ZDA in Kanadi prinesel 5,3 milijona dolarjev.  Prav tako je prinesel 2 milijona dolarjev v Združenem kraljestvu; 1,9 milijona dolarjev v Italiji; 1,6 milijona dolarjev v Nemčiji in več kot milijon dolarjev v Avstraliji. Do oktobra 1993 je prinesel 13 milijonov dolarjev. 

### Kritični odziv
Pred izidom Orlanda v Združenih državah junija 1993 je Vincent Canby ' v izjemno pozitivni recenziji zapisal:
Ta osupljivi in duhoviti spektakel vdre v misli skozi oči, ki so zaslepljene, ne da bi bile kdaj anestezirane. V Orlandu gospodične Potter, tako kot v Woolfovem, je [prisotna] prodorna vrsta zdrave pameti in veselja, ki, ker sta dandanes tako redka v katerem koli mediju, ustvarita svojo vrsto kinematografske napetosti in veselo presenečenega smeha. Orlando bi prav lahko postal klasika zelo posebne vrste – morda ne mainstream – ampak zgled za neodvisne filmske ustvarjalce, ki sledijo svojim lastnim iracionalnim muzam, včasih do neobjokane obskure, včasih do slave. 
Poleg tega je Canby opozoril, da kljub temu, da roman stoji sam po sebi, ni prepričan, ali film drži. Zapisal je: "Potterin dosežek je prenesti na film nekaj širine Woolfovega izjemnega obsega zanimanja, ne le za jezik in literaturo, ampak tudi za zgodovino, naravo, vreme, živali, razmerje med spoloma in samo naravo spolov." 
Nasprotno pa je Kenneth Turan iz Los Angeles Timesa Orlanda opisal kot "votlega ... samovšečnega ... in samozadovoljnega" in se pritožil, da "kakršna koli čustvena povezava, ki bi ustrezala [Orlandovemu] skrbno izdelanemu videzu ... preprosto ni možno imeti." 
Do leta 2010 je bil Orlando sprejet kot del Potterinega uspešnega opusa z Matthewom Connellyjem in imel je enega kritika, ki je v prvi vrstici svoje recenzije potrdil, da "redko so bili izvorni material, režiser in glavna igralka bolj usklajeni kot v Orlandu, priredbi romana Virginie Woolf, ki ga je režirala Sally Potter in s Tildo Swinton v glavni vlogi ... Gledanje Orlanda približno 17 let po predvajanju v kinematografih v ZDA dokazuje dobrodošel opomnik o tem, kako spretno sta [Potter in Swinton] tukaj razporedila svoje talente, kako odkrito sta stopila v dialog z Woolfinim igrivim, drsečim besedilom.« 
Na spletnem mestu zbiralnika recenzij Rotten Tomatoes ima film oceno 84 % odobravanja na podlagi 64 ocen, s povprečno oceno 6,8/10. Soglasje kritikov spletnega mesta se glasi: " Orlando svojih vizualnih užitkov ne more kosati z enako zajetno pripovedjo, vendar ga je tako zabavno gledati, da mu ni treba." 

### Priznanja
Orlando je bil nominiran za oskarja za produkcijo ( Ben Van Os, Jan Roelfs ) in kostumografijo ( Sandy Powell ).  Film je bil leta 1994 nominiran tudi za nagrado za najboljši tuji film Independent Spirit Awards .  Na 29. podelitvi nagrad Guldbagge je bil film nominiran za nagrado za najboljši tuji film . 

## Orlando: Kvir Element
Leta 2017 je bil film večkrat predvajan v okviru multimedijskega umetniškega projekta Orlando: Kvir Element . Projekt je raziskoval vprašanja znanosti in spola skozi zgodovino, organiziralo pa ga je gledališko podjetje Clay & Diamonds v sodelovanju z organizacijami, kot sta BFI in National Trust, s financiranjem Wellcome Trust in Arts Council England .
V petek, 24. marca, je na BFI Flare: London LGBT Film Festival, skupaj s predvajanjem filma ob 25. obletnici, potekala enkratna poglobljena predstava s petimi igralci – nekateri iz skupnosti LGBT .  
Ločeno serijo predstav so junija pripravili Clay & Diamonds z več kot 30 igralci iz podjetja za usposabljanje igralcev Fourth Monkey . Skupaj sta ustvarila skladbo, ki je bila izvedena na prizoriščih National Trust Hanbury Hall   in hiši Knole (dom Vite Sackville-West, Woolfine ljubimke in navdiha za Orlanda ). Te predstave so bile narejene tako za javno kot šolsko občinstvo, pri čemer je veliko predstav vključevalo predvajanje filma. Dogodek je bil tudi del programa Nacionalnega sklada "Prejudice and Pride", ki je obeležil 50 let od delne dekriminalizacije homoseksualnosti v Združenem kraljestvu s sprejetjem zakona o spolnih zločinih iz leta 1967 . 
Projekt je vključeval tudi predvajanje številnih kratkih umetniških filmov, ki so jih ustvarili študenti magistrskega študija oblikovanja na Royal College of Art, ter vrsto znanstvenih delavnic in predavanj. 

## Navdih za Met Gala 2020
Orlando, tako film kot roman, je bil glavni navdih tako za spomladansko razstavo Costume Institute leta 2020 v Metropolitanskem muzeju umetnosti kot za Met Gala leta 2020. Razstavo z naslovom »O času: moda in trajanje« je posebej navdihnila scena »labirinta« v Orlandu, kjer Tilda Swinton teče skozi labirint, oblečena v obleko iz 18. stoletja, preden se ponovno pojavi oblečena v oblačila iz sredine 19. stoletja.  Ob uporabi tega prizora kot začetnega navdiha je kustos Andrew Bolton vzel "Orlandov koncept časa in način, kako se ona/on brezhibno premika skozi stoletja", da bi "izsledil več kot stoletje in pol mode, ki ponazarja, kako oblačila iz preteklosti vplivajo na sedanjost."  Čeprav je bila zaradi pandemije COVID-19 Met Gala odpovedana, je bila otvoritev same razstave prestavljena na oktober 2020. 